# Universitat de Gandia
La Universitat de Gandia fou una universitat de la Companyia de Jesús, fundada el 1548. Va tancar el 1772 amb l'expulsió dels jesuïtes.

## Història
El duc Francesc de Borja va fundar la universitat gràcies a la butlla Copiosus in misericòrdia dictaminada per Pau III el 4 de novembre de 1547 i confirmada per Carles V, per més tard donar-la a la Companyia de Jesús.
El 1767 els Jesuïtes van ser expulsats del territori espanyol, la qual cosa va provocar la desaparició de la universitat de Gandia que, abandonada, es va utilitzar com a casa de misericòrdia, per a això se li va dotar de 50 habitacions per a famílies pobres, però després no es va fer ús d'elles. El 1806 va passar a les mans dels Escolapis, que van acabar utilitzant l'edifici per a diverses activitats docents.
Al moment del seu cessament, la universitat comptava amb 32 religiosos que es van dirigir a Tarragona per posteriorment ser embarcats en el port de Salou amb la finalitat de congregar-se en els Estats Pontificis.
Fins al moment del seu tancament definitiu es van impartir en aquesta universitat les disciplines: d'arts, cànons, gramàtica, lleis i teologia.
Van formar part de la universitat Joan Andrés i Morell, catedràtic de Retòrica, Baltasar Gracián y Morales, catedràtic de filosofia iFelip Bertran, doctorant.